# Проскуровско-Черновицкая наступательная операция
Проскуровско-Черновицкая наступательная операция — наступательная операция войск 1-го Украинского фронта во взаимодействии с войсками 2-го Украинского фронта, проведённая 4 марта — 17 апреля 1944 года с целью разгрома  основных сил немецкой группы армий «Юг». Часть наступления советских войск на Правобережной Украине 1944 года.

## Предпосылки операции
В течение зимы 1944 г. в ходе боевых действий на Правобережной Украине советские войска, разгромив крупные группировки противника под Житомиром и Бердичевом, Кировоградом и Корсунь-Шевченковским, Ровно и Луцком, Никополем и Кривым Рогом, вышли на рубеж Луцк, Шепетовка, Звенигородка, Кировоград, Кривой Рог, Каховка. Они создали выгодные условия для дальнейшего наступления в целях завершения освобождения юго-западных районов СССР и выхода на его государственную границу. В сложившейся обстановке Ставка Верховного Главнокомандования (ВГК) приняла решение нанести одновременно несколько ударов и рассечь немецкую группу армий «Юг» на изолированные группировки. Для этого были спланированы четыре наступательные операции, которые впоследствии получили названия: «Проскуровско-Черновицкая», «Уманско-Ботошанская», «Березнеговато-Снигирёвская» и «Одесская».
В результате Ровно-Луцкой операции 1944 года войска 1-го Украинского фронта заняли выгодный рубеж для удара с севера во фланг и тыл немецкой 1-й танковой армии и создали условия для рассечения всей группы армий «Юг». Этому способствовала и обстановка: после поражения в предыдущих сражениях немецкое командование не успело создать надёжной обороны, и располагало всего 2 полосами обороны, недостаточно построенными. Ввиду этого немецкая оборонительная система состояла преимущественно из опорных пунктов и узлов сопротивления. Проскуровско-Черновицкая операция проводилась 1-м Украинским фронтом, войска которого после гибели генерала армии Н. Ф. Ватутина возглавлял Маршал Советского Союза Г. К. Жуков.

## Силы сторон

### РККА
- 1-й Украинский фронт (командующий фронтом Маршал Советского Союза Г. К. Жуков).
  - 1-я гвардейская армия (генерал-полковник А. А. Гречко),
  - 13-я армия (генерал-лейтенант Н. П. Пухов),
  - 18-я армия (генерал-лейтенант Е. П. Журавлёв),
  - 38-я армия (генерал-полковник К. С. Москаленко),
  - 60-я армия (генерал-полковник И. Д. Черняховский),
  - 1-я танковая армия (генерал-лейтенант М. Е. Катуков),
  - 3-я гвардейская танковая армия (генерал-полковник П. С. Рыбалко),
  - 4-я танковая армия (генерал-лейтенант В. М. Баданов, с 15 марта — генерал-лейтенант Д. Д. Лелюшенко),
  - 2-я воздушная армия (генерал-полковник авиации С. А. Красовский).

Общая численность войск фронта составляла 800 000 человек, 11 900 орудий и миномётов, 1 400 танков и самоходных орудий, 480 самолётов.

### Вермахт
- Группа армий «Юг» (с 5 апреля — Группа армий «Северная Украина») (командующий генерал-фельдмаршал Эрих фон Манштейн, с 31 марта — генерал-фельдмаршал Вальтер Модель)
  - 4-я танковая армия (генерал танковых войск Эрхард Раус),
  - 1-я танковая армия (генерал-полковник Ганс-Валентин Хубе),
- 4-й воздушный флот (генерал-полковник Отто Десслох).

Немецкие войска насчитывали 29 дивизий (в том числе 19 пехотных, 7 танковых, 1 моторизованная) и 1 моторизованную бригаду. В их состав входили 500 000 человек, 5 530 орудий и миномётов, 1 100 танков, 480 самолётов.

### Расширеный список подразделений противоборствующих сторон
| Вермахт | РККА |
| --- | --- |
| Группа армий «Юг» (генерал-фельдмаршал Манштейн, Эрих фон) | 1-й Украинский фронт (Маршал Советского Союза Г. К. Жуков) |
| - 1-я танковая армия (генерал-полковник Г.Хубе.) - - 1-я танковая дивизия (генерал-майор В. Крюгер) - 6-я танковая дивизия (генерал майор Р. фон Вальденфельс) - 7-я танковая дивизия (генерал танковых войск Х. Мантейфель) - 17-я танковая дивизия (генерал-майор Карл-Фридрих фон дер Меден) - 3-й танковый корпус (генерал танковых войск Г.Брайт) - 11-я танковая дивизия (генерал-лейтенант В.Витерсхайм) - 16-я танковая дивизия (генерал-майор Г.Бак) - 20-я моторизованная дивизия (генерал-лейтенант Г. Яуэр) - 1-я танковая дивизия СС «Лейбштандарт СС Адольф Гитлер» (бригадефюрер СС Т. Виш) - 249-я бригада штурмовых орудий - Усиленный танковый полк Беке - 509-й тяжелый танковый батальон - 454-я охранная дивизия (полковник И. Вагнер) - 59-й армейский корпус (генерал пехоты К.Шевалери) - 96-я пехотная дивизия (генерал-лейтенант Р. Вирц) - 291-я пехотная дивизия (генерал артиллерии К.Херцог) - 6-я танковая дивизия (полковник В. Денкерт) - 19-я танковая дивизия (генерал-майор Х. Кельнер) - 2-я танковая дивизия СС «Рейх» (штурмбанфюрер СС Г. Ламмердинг) - 276-я бригада штурмовых орудий - 280-я бригада штурмовых орудий - 88-й тяжелый батальон истребителей танков - 509-й тяжелый батальон истребителей танков - 616-й тяжелый батальон истребителей танков - 4-я танковая армия (генерал полковник Э.Раус) - 2-й танковый корпус СС (обергруппенфюрер СС и генерал войск СС П.Хауссер) - 9-я танковая дивизия (Группенфюрер СС и генерал-лейтенант войск СС В. Биттрих) - 10-я танковая дивизия (Группенфюрер СС и генерал-лейтенант войск СС К. Тройенфельд) - 24-й танковый корпус (генерал танковых войск В.Неринг) - 25-я танковая дивизия (генерал-майор Х. Трёгер) - 20-я моторизованная дивизия (генерал-лейтенант Г. Яуэр) - 168-я пехотная дивизия (генерал-майор В. Шмидт-Хаммер) - 223-я пехотная дивизия (неполного состава, сведеных в 2 отряда и прикрепленных к 168 пд) - 208-я пехотная дивизия (генерал пехоты Г. Пикенброк) - 371-я пехотная дивизия (генерал пехоты Г. Нихоф) - 300-я бригада штурмовых орудий - 731-й тяжелый батальон истребителей танков - 46-й танковый корпус (генерал пехоты Ф.Шульц) - 1-я пехотная дивизия (Генерал-майор Э. Крозиг) - 75-я пехотная дивизия (генерал-лейтенант Г. Бойкман) - 82-я пехотная дивизия (генерал-лейтенант Х. Хейне) - 254-я пехотная дивизия (Генерал-лейтенант А. Тильманн) - 18-я артиллерийская дивизия (генерал артиллерии К.Тохольте) - 48-й танковый корпус (генерал танковых войск Г.Бальк) - 68-я пехотная дивизия (генерал артиллерии П. Шойерпфлюг) - 349-я пехотная дивизия (Генерал-лейтенант О.Ляш) - 357-я пехотная дивизия (Генерал-лейтенант Вольфганг фон Клюге) - 359-я пехотная дивизия (Генерал-лейтенант Карл Арндт) - 4-я горнопехотная дивизия (Генерал-лейтенант Юлиус Браун) - 13-й пехотный корпус (генерал пехоты А.Хауффе) - 361-я пехотная дивизия (Генерал-лейтенант З. фон Шлейниц) - 367-я пехотная дивизия (Генерал-майор Г. Зваде) - 100-я егерская дивизия (генерал-лейтенант Виллибальд Уц) - 101-я егерская дивизия - 44-й армейский корпус (генерал пехоты Л.Мюллер) - 7 армейский корпус 2 Армии Венгрии | - 13-я армия (генерал-лейтенант Н. П. Пухов) - 25-й танковый корпус (генерал-майор Ф. Г. Аникушкин) - 27-й стрелковый корпус (генерал-майор Ф. М. Черокманов) - 112-я стрелковая дивизия (генерал-майор А. В. Гладков) - 162-я стрелковая дивизия (полковник Л. В. Гринвальд-Мухо) - 172-я стрелковая дивизия (полковник Н. В. Коркишко) - 24-й стрелковый корпус (генерал-майор Н. И. Кирюхин) - 287-я стрелковая дивизия (генерал-майор И. Н. Панкратов) - 149-я стрелковая дивизия (полковник А. А. Орлов) - 107-я стрелковая дивизия (полковник П. М. Бежко) - 350-я стрелковая дивизия (полковник Г. В. Вехин) - 150-я танковая бригада (полковник С. Ф. Пушкарев) - 1-й гвардейский кавалерийский корпус (генерал-майор В. К. Баранов) - 6-й гвардейский кавалерийский корпус (генерал-майор Н. И. Кирюхин) - 60-я армия (генерал-полковник И. Д. Черняховский) - 15-й стрелковый корпус (генерал-майор И. И. Людников) - 322-я стрелковая дивизия (полковник П. Н. Лащенко) - 18-й гвардейский стрелковый корпус (генерал-майор И. М. Афонин) - 28-й стрелковый корпус (генерал-майор М. И. Озимин) - 140-я стрелковая дивизия (генерал-майор А. Я. Киселёв) - 246-я стрелковая дивизия (полковник М. Г. Федосенко) - 336-я стрелковая дивизия (полковник М. А. Игначев) - 23-й стрелковый корпус (генерал-майор Н. Е. Чуваков) - 8-я стрелковая дивизия (генерал-майорА. С. Смирнов) - 226-я стрелковая дивизия (полковник В. Я. Петренко) - 351-я стрелковая дивизия (полковник Н. М. Замировский) - 359-я стрелковая дивизия (полковник П. П. Косолапов) - 4-й гвардейский танковый корпус (генерал-лейтенантП. П. Полубояров) - 12-я гвардейская танковая бригада (полковник Н. Г. Душак) - 3-я гвардейская мотострелковая бригада (полковник М. П. Леонов) - 47-й стрелковый корпус (генерал-майор И. С. Шмыго) - 167-я стрелковая дивизия (генерал-майор И. И. Мельников) - 340-я стрелковая дивизия (полковник И. Д. Дряхлов) - 1-я гвардейская армия (генерал-полковник А. А. Гречко) - 18-й стрелковый корпус (генерал-майор И. И. Иванов) - 148-я стрелковая дивизия (полковник А. А. Мищенко) - 280-я стрелковая дивизия (генера-майор И. А. Севастьянов) - 17-й гвардейский стрелковый корпус (генерал-майор А. Л. Бондарев) - 147-я стрелковая дивизия (генерал-майор М. П. Якимов) - 94-й стрелковый корпус (генерал-майор И. И. Попов) - 30-я стрелковая дивизия (полковник В. П. Янковский) - 99-я стрелковая дивизия (полковник И. М. Богданович) - 309-я стрелковая дивизия (генерал-майор Д. Ф. Дремин) - 68-я гвардейская стрелковая дивизия (гвардии генерал-майор В. Ф. Стенин) - 30-й стрелковый корпус (генерал-майор Г. С. Лазько) - 121-я стрелковая дивизия (генерал-майор И. И. Ладыгин) - 141-я стрелковая дивизия (генерал-майор А. Я. Клименко) - 107-й стрелковый корпус (генерал-майор Д. В. Гордеев) - 127-я стрелковая дивизия (подполковник В. И. Катрич) - 304-я стрелковая дивизия (полковник М. М. Музыкин) - 18-я армия (генерал-лейтенант Е. П. Журавлев) - 11-й стрелковый корпус (генерал-майор И. Т. Замерцев) - 271-я стрелковая дивизия (полковник В. М. Лемантович) - 52-й стрелковый корпус (генерал-майор Ф. И. Перхорович) - 24-я стрелковая дивизия (генерал-майор Ф. А. Прохоров) - 117-я гвардейская стрелковая дивизия (полковник Т. И. Волкович) - 38-я армия (генерал-полковник К. С. Москаленко) - 67-й стрелковый корпус (генерал-майор Д. И. Кислицын) - 100-я стрелковая дивизия (полковник Ф.М. Красавин) - 151-я стрелковая дивизия (генерал-майор Д. П. Подшивайлов) - 221-я стрелковая дивизия (полковник В.Н. Кушнаренко) - 74-й стрелковый корпус (генерал-майор Ф. Е. Шевердин) - 183-я стрелковая дивизия (полковник Л. Д. Василевский) - 237-я стрелковая дивизия (полковник Ф. Н. Пархоменко) - 305-я стрелковая дивизия (полковник А. Ф. Васильев) - 355-я стрелковая дивизия - 101-й стрелковый корпус (генерал-лейтенант А. Л. Бондарев) - 70-я гвардейская стрелковая дивизия (генерал-майор И. А. Гусев) - 211-я стрелковая дивизия (генерал-майор Н. А. Кичаев) - 241-я стрелковая дивизия (генерал-майор П. Г. Арабей) - 106-й стрелковый корпус (генерал-майор П. В. Котелков) - 135-я стрелковая дивизия (полковник Ф. Н. Ромашин) - 155-я стрелковая дивизия (полковник И. В. Капров) - 2-я гвардейская воздушно-десантная дивизия (гвардии полковник С. М. Черный) - 102-й стрелковый корпус (генерал-майор Т. Г. Корнеев) - 302-я стрелковая дивизия (полковник Н. П. Кучеренко) - 3-я гвардейская танковая армия (гвардии генерал-лейтенант П. С. Рыбалко) - 6-й гвардейский танковый корпус (генерал-майор А. П. Панфилов) - 51-я гвардейская танковая бригада (подполковник К. В. Михалев) - 52-я гвардейская танковая бригада (подполковник М. Л. Плеско) - 53-я гвардейская танковая бригада (полковник В. С. Архипов) - 22-я гвардейская мотострелковая бригада (полковник Н. Л. Михайлов) - 1893-й самоходно-артиллерийский полк (подполковник Ф. Е. Басов) - 7-й гвардейский танковый корпус (генерал-майор С. А. Иванов) - 54-я гвардейская танковая бригада (гвардии полковник С. И. Угрюмов) - 55-я гвардейская танковая бригада (полковник А. С. Бородин) - 56-я гвардейская танковая бригада (полковник З. К. Слюсаренко) - 23-я гвардейская мотострелковая бригада (полковник А. А. Головачев) - 1507-й самоходно-артиллерийский полк (майор В. И. Дрогунов) - 1894-й самоходно-артиллерийский полк (полковник Г. В. Дубня) - 9-й механизированный корпус (генерал-майор К. А. Малыгин) - 69-я гвардейская механизированная бригада (полковник Л. Х. Дарбинян) - 70-я механизированная бригада (полковник М. С. Новохатько) - 71-я механизированная бригада (полковник А. Д. Кочетов) - 91-я танковая бригада (полковник И. И. Якубовский) - 1-я танковая армия (генерал-лейтенант М. Е. Катуков) - 8-й гвардейский механизированный корпус (генерал-лейтенант И. Ф. Дремов) - 19-я гвардейская механизированная бригада (полковник Ф. П. Липатенков) - 20-я гвардейская механизированная бригада (полковник А. Х. Бабаджанян) - 21-я гвардейская механизированная бригада (полковник И. И. Яковлев) - 1-я гвардейская танковая бригада (полковник В. М. Горелов) - 11-й гвардейский танковый корпус (генерал-лейтенант А. Л. Гетман) - 40-я гвардейская танковая бригада (подполковник И. А. Кошелев) - 44-я гвардейская танковая бригада (подполковник И. И. Гусаковский) - 45-я гвардейская танковая бригада (полковник Н. В. Моргунов) - 27-я гвардейская мотострелковая бригада (подполковник С. И. Кочур) - 31-й танковый корпус (генерал-майорВ. Е. Григорьев) - 100-я танковая бригада (полковник И. П. Михайлов) - 237-я танковая бригада (полковник А. Н. Петушков) - 242-я танковая бригада (полковник М. Е. Тимофеев) - 65-я мотострелковая бригада (полковник А. О. Муратов) - 400-й гвардейский самоходно-артиллерийский полк (майор П. А. Гулевский) - 1548-й самоходно-артиллерийский полк (майор К. Ф. Кравец) - 64-я гвардейская танковая бригада (полковник И. Н. Бойко) - 4-я танковая армия (генерал-лейтенант В. М. Баданов, с 15 марта 1944 года генерал-лейтенант Д. Д. Лелюшенко) - 6-й гвардейский механизированный корпус (генерал-майор А. И. Акимов) - 17-я гвардейская механизированная бригада (полковник М. В. Медведев) - 16-я гвардейская механизированная бригада (полковник В. Е. Рывж) - 49-я механизированная бригада (подполковник П. Н. Туркин) - 10-й гвардейский танковый корпус (генерал-майор Е. Е. Белов) - 61-я гвардейская танковая бригада (подполковник Н. Г. Жуков) - 62-я гвардейская танковая бригада (подполковник С. А. Денисов) - 63-я гвардейская танковая бригада (полковник М. Г. Фомичев) - 29-я гвардейская мотострелковая бригада (подполковник М. С. Смирнов) - 2-я воздушная армия (генерал-майор С. А. Красовский) - 264-я штурмовая авиационная дивизия (подполковник Е. В. Клобуков) - 235-я истребительная авиационная дивизия (генерал-майор И. А. Лакеев) - 4-я гвардейская штурмовая авиационная дивизия (подполковник А. Д. Лахно) |

## План операции
По замыслу советского командования 1-я гвардейская и 60-я общевойсковая армии, 3-я гвардейская танковая и 4-я танковая армии должны были нанести главный удар в стык 1-й и 4-й танковых армий противника в общем направлении на Чортков, левофланговые армии фронта — вспомогательные удары: 18-я армия — на Хмельник, 38-я армия — во фланг уманской группировки противника. 13-я армия должна была обеспечивать наступление ударной группировки фронта с севера. Действия войск фронта координировались с действиями 2-го Украинского фронта, который одновременно проводил Уманско-Ботошанскую наступательную операцию. Хотя в целом советские войска не имели подавляющего превосходства над противником, на направлении главного удара оно было создано значительное.
Трудности в подготовке наступления усугублялись бездорожьем и недостатками в снабжении фронта горючим, прежде всего, автобензином. В большинстве армий его запасы позволяли вести боевые действия в течение только двух-трёх суток. Несмотря на это, маршал Г. К. Жуков решил не переносить сроки начала операции, так как с каждым днём усиливалась распутица, а продолжение паузы было выгодно немецким войскам.

## Подготовка операции
Характер обороны противника, противостоящего войскам 1-го Украинского фронта, был неодинаков. В полосе 13-й и 60-й армии немецкая оборона характеризовалась недостаточным развитием инженерных сооружений. Она представляла собой ряд опорных пунктов и узлов сопротивления, оборудованных на важных высотах, в населённых пунктах. Что касается обороны противника перед 1-й гвардейской, 18-й и 38-й армиями, то здесь она была достаточно подготовлена в инженерном отношении, так как противник на её оборудование имел около двух месяцев. Плотность немецких войск на различных участках также была неодинаковой. Недостаточно плотной была оборона войск 4-й немецкой армии. В районе Шумское, Ямполь в боевых порядках этой армии имелся разрыв, достигавший 30 км. Не менее чем 20 км разрыв имелся на участке Белогородка, Изяслав. На участке от Изяслава до Оратов плотность боевых порядков войск противника была более высокой. На каждую дивизию здесь приходилось около 20 км фронта. Немецкое командование, видя слабость своей обороны на участке от Шумское до Изяслава, а также видя реальную угрозу удара войск 1-го Украинского фронта именно на этом участке приняло ряд мер по упрочнению своей обороны. Прежде всего, немецкие войска, действовавшие на участке от Белогородки до Калиновки, ранее входившие в 4-ю танковую армию, были переданы в 1-ю танковую армию. Таким образом, полоса обороны 4-й танковой армии была значительно сокращена. В конце февраля — начале марта немецкое командование перебросило с уманского направления в район южнее Ямполь, Староконстантинов пять танковых дивизий (1, 6, 16, 17-я и «Адольф Гитлер», 7-ю танковую дивизию из район Дубно, 357 и 359-ю пехотные дивизии из резерва главного командования и 68-ю пехотную дивизию из резерва группы армий. И хотя, посчитав что наиболее опасным для него будет удар с ямпольского плацдарма он предпринял решение о переброске на угрожаемое направление пяти танковых и моторизованных дивизий и одной бригады, половина этих сил не успевала подойти туда к началу наступления войск фронта. Следует признать, что разведка 1-го Украинского фронта не сумела заблаговременного вскрыть перегруппировку танковых дивизий противника, о появлении которых в полосе наступления главной группировки фронта стало известно только 6-го марта.
Подготовку войск к наступлению командованием советских войск планировалось осуществить в короткие сроки. В соответствии с общим замыслом были произведены крупные межфронтовые перегруппировки, с  определением между фронтами новых разграничительных линий. 1-й Украинский фронт был усилен 4-й танковой армией из резерва Ставки (450 танков и САУ), а 40-я общевойсковая, 2-я и 6-я танковые армии передавались 2-му Украинскому фронту. Устанавливались новые разграничительные линии между фронтами: между 2-м Белорусским и 1-м Украинским — Коростень, Костополь, Рожище,Турийск; между 1-м и 2-м Украинскими фронтами — Володарка, Живовтив, Жаданы, Брацлав, Могилев-Подольский.
Ввиду того что после проведения Корсунь-Шевченковской операции значительные силы фронта находились на его левом крыле, а новая операция требовала создания более сильной ударной группировки ближе к правому крылу  командованием фронта производились значительные внутрифронтовые перегруппировки. К западу на 80-120 км были смещены соединения 60-й, 1-й гвардейской и часть сил 18-й общевойсковых и 3-й гвардейской танковой армий. 4-я танковая армия выдвигалась из района Киева и ей предстояло совершить 300-километровый марш. В результате на 1-м Украинском фронте было перегруппировано 17 стрелковых дивизий, две танковые армии, артиллерийская дивизия прорыва. Перегруппировка проходила в сложных условиях распутицы. Командование 1-го Украинского фронта сосредоточило крупные силы на направлении главного удара. Это обеспечило значительное превосходство советских войск над противником и позволило создать относительно высокие плотности артиллерии. Оперативное построение ударной группировки фронта обеспечивало наращивание усилий при развитии операции. На направлении главного удара были сосредоточены две танковые армии, предназначавшиеся для развития успеха в оперативной глубине обороны противника. Также в резерве фронта в районе Погребищенской находилась 1-я танковая армия. Кроме того, в резерве фронта имелись два стрелковых корпуса.
В связи с тем, что в условиях распутицы перемещение артиллерии, особенно тяжёлой, представляло большие трудности и основная тяжесть боя ложилась на стрелковые полки и батальоны, были приняты меры к созданию достаточно сильных полковых артиллерийских групп, причём по возможности из артиллерии, обладающей большей подвижностью и проходимостью. Полковые артиллерийские группы состояли из двух-трёх дивизионов. Были созданы также артиллерийские группы в дивизиях, корпусах, армиях.
Отдельно стоит отметить низкую укомплектованность танками и САУ танковых армий. Это обуславливалось тем, что армии участвовали в ряде последовательных операций, а так как паузы были небольшими, то танковые армии не успевали укомплектовываться. Кроме того, в промежутках между наступательными операциями некоторые танковые армии использовались для отражения контрударов танковых группировок противника и в ходе этих оборонительных действий несли нередко значительные потери, что ещё больше ослабляло их боевой состав. Исходя из степени укомплектованности танковых армий Ставкой  было принято решение задействовать в Проскуровско-Черновицкой операции две танковые армии.
Наиболее важными мероприятиями было назначение такого времени начала операции, которое немецкое командование считало невозможным для проведения крупного наступления.
На этом необоснованном расчете мы и решили поймать врага. нанеся ему ряд сокрушительных ударов.Жуков, Георгий Константинович

## Первый этап операции
4 марта перешли в наступление войска главной группировки фронта, после артиллерийской подготовки 60-я и 1-я гвардейская армии генерал-полковников И. Д. Черняховского и А. А. Гречко перешли в наступление. Вслед за ними в сражение были введены 4-я (генерал-лейтенант танковых войск В. М. Баданов, с 13 марта — генерал-лейтенант Д. Д. Лелюшенко) и 3-я гвардейская (генерал-полковник танковых войск П. С. Рыбалко) танковые армии. К вечеру они преодолели от 8 до 20 км. 5 и 11 марта — 18-я и 38-я армии. Главная группировка фронта к 10 марта передовыми частями советских танковых соединений вышла на рубеж Тернополь, Проскуров и перерезала железную дорогу Львов — Одесса — главную рокадную коммуникацию всего южного крыла вермахта. Продвижение составило до 70—80 километров. Командование группы армий «Юг» ввело в сражение крупные силы (9 танковых и 6 пехотных дивизий) и 11 марта предприняло ряд контрударов. В районе Тернополь — Волочиск — Проскуров разыгралось жестокое встречное сражение.
В сложившейся обстановке 12 марта командующий фронтом решил временно приостановить наступление войск на главном направлении, чтобы отразить контрудары противника, подтянуть силы и подготовить более мощный удар. 11 марта Ставка ВГК уточнила задачу 1-му Украинскому фронту: главными силами с ходу форсировать реку Днестр, овладеть городом Черновцы и выйти на государственную границу СССР, войсками левого крыла наступать на Каменец-Подольский, а правого крыла — на Броды, Львов. Тем самым, советские войска должны были отрезать 1-ю танковую армию от 4-й танковой армии, отрезать её пути отхода за Днестр и окружить в районе севернее Каменец-Подольского.
Пока на направлении главного удара советские войска отражали немецкие контрудары, на вспомогательном направлении к 21 марта 18-я и 38-я армии продвинулись далеко на запад, с ходу форсировали Южный Буг, освободили Хмельник, Винницу, Жмеринку и оттеснили разбитые части 1-й немецкой танковой армии к Каменец-Подольскому. Тем самым, контратакующая немецкая группировка оказалась глубоко охвачена с юго-востока и были созданы условия для её окружения. На северном крыле фронта 13-я армия 17 марта освободила город Дубно и вышла на подступы к городу Броды, где подверглась сильному контрудару и до середины апреля вела бои по его отражению.
Стремясь остановить дальнейшее продвижение 1-го Украинского фронта, немецкое командование начало спешно перебрасывать на угрожаемые направления резервы. Уже 9 марта 15-й стрелковый корпус 60-й армии и приданный ей 4-й гвардейский танковый корпус встретили на подступах к Тернополю сильное сопротивление 68-й и 359-й пехотных дивизий, прибывших из Западной Европы. Главные силы этой армии (23-й и 18-й гвардейский стрелковые корпуса) во взаимодействии с соединениями 4-й танковой армии подверглись в районе Волочиска контрударам 7-й танковой дивизии и 1-й танковой дивизии СС. В то же время против 1-й гвардейской армии, которая при содействии 7-го гвардейского танкового корпуса 3-й гвардейской танковой армии овладела Старо-Константиновом и вышла на подступы к Проскурову, враг развернул 1-ю, 6-ю, 16-ю и 17-ю танковые дивизии.
Наибольшую угрозу командование вермахта и группы армий «Юг» видело в том, что советские войска перерезали железнодорожную магистраль Львов — Одесса, которая являлась главной рокадной коммуникацией всего южного крыла германского восточного фронта. Чтобы отбросить ударную группировку 1-го Украинского фронта от железной дороги, противник сосредоточил 15 дивизий, в том числе девять танковых. 11 марта он нанес сильный контрудар в районе Тернополь, Волочиск, Чёрный Остров, Проскуров.
В сложившейся обстановке Ставка ВГК согласилась с предложением Военного совета фронта о переходе к обороне в полосах 60-й и 1-й гвардейской армий. Она приказала после отражения контрудара врага охватить немецкую 1-ю танковую армию с запада, изолировать ее от 4-й танковой армии и, отрезав ей пути отхода на юг, за Днестр, окружить и уничтожить в районе северо-восточнее Каменец-Подольского. Одновременно маршалу Г. К. Жукову была поставлена задача — нанести удар на правом крыле силами 13-й армии с целью оказать содействие 2-му Белорусскому фронту в его предстоявшем наступлении на ковельском направлении.
Соединения этой армии во взаимодействии с 25-м танковым, 1-м и 6-м гвардейскими кавалерийскими корпусами форсировали р. Иква и, развивая наступление, к исходу 17 марта овладели районным центром Ровенской области и важным опорным пунктом противника на львовском направлении — г. Дубно, а еще через два дня освободили г. Кременец. К 20 марта 13-я армия, сломив сопротивление семи немецких дивизий, вышла на подступы к Бродам, где почти месяц, вплоть до завершения операции, вела боевые действия на достигнутом рубеже.
Наиболее сложная обстановка во второй декаде марта сложилась в центре полосы 1-го Украинского фронта. Здесь соединения 60-й и 1-й гвардейской армий во взаимодействии с бригадами 3-й гвардейской и 4-й танковых армий, неся большие потери, с трудом отражали удары немецких войск в районах Тернополя (до 200 танков), Волочиска (до 100 танков) и Проскурова (до 300 танков). 14 марта Маршал Советского Союза Г. К. Жуков доложил в Ставку, что «у Рыбалко осталось в строю 48 танков и 15 САУ, у Полубоярова (командир 4-го гвардейского танкового корпуса. — Авт.) — 20 танков, у Гречко танковые полки и полки САУ также имеют большие потери…».

## Второй этап операции
Чтобы внести перелом в ход боевых действий командующий войсками фронта усилил 60-ю армию четырьмя, а 1-ю гвардейскую армию — двумя стрелковыми дивизиями из своего резерва. С этой же целью на направление главного удара начала выдвижение 1-я танковая армия генерал-лейтенанта танковых войск М. Е. Катукова. 21 марта главная ударная группировка фронта возобновила наступление и прорвала вражескую оборону. Через два дня соединения 60-й и 1-й танковой армий овладели важным узлом дорог — г. Чортковом, а к исходу 25 марта, с ходу форсировав р. Днестр, вышли на подступы к Черновицам. 29 марта областной центр Украины — г. Черновицы был освобожден от оккупантов. Были (впервые в войне) сосредоточены сразу три танковые армии (введена в бой 1-я танковая армия). В первый же день позиции немецких войск были прорваны и войска устремились в прорыв.
23 марта передовые части 1-й советской танковой армии освободили Чортков, 24 марта с ходу форсировали Днестр, 29 марта — Прут и освободили Черновцы.
4-я танковая армия, совершив обходный манёвр с запада, 26 марта овладела Каменец-Подольским и затем 8 суток вела в нём бой в полном окружении. 3-я гвардейская танковая армия выходила в район Каменец-Подольского с севера (28 марта выведена в резерв для укомплектования). 30 марта к Хотину вышли с юго-востока части 40-й армии 2-го Украинского фронта и на следующий день они встретились с наступавшей с севера 4-й советской танковой армией и частями 1-й гвардейской армии. В итоге 1-я немецкая танковая армия была отсечена от 4-й немецкой танковой армии, а с выходом правофланговых соединений 2-го Украинского фронта к городу Хотин оказалась окружённой в районе севернее Каменец-Подольского. В кольце окружения оказались 23 немецкие дивизии, в том числе 10 танковых. Внешний фронт окружения создали 60-я и 1-я советская танковая армии по линии Тернополь — Подгайцы — Станислав (расстояние между окружённой группировкой и главными силами немецких войск составляло до 100 километров). Перед немецким командованием возникла угроза нового Сталинграда.
Однако, недостаток сил, особенно танков, в 1-м Украинском фронте не позволил быстро создать устойчивый сплошной внутренний фронт окружения, быстро расчленить и уничтожить группировку противника. Понимая эту ситуацию, командующий 1-й немецкой танковой армией Хубе на свой страх и риск принял решение прорываться из окружения, несмотря на требования Гитлера упорно обороняться. 1 апреля 1944 года окружённая группировка нанесла удар в слабый стык между советскими 1-й и 4-й танковыми армиями, прорвала фронт окружения и стала продвигаться на Бучач. Успеху прорыва способствовала трёхдневная снежная вьюга, парализовавшая работу советской авиации. Недооценил немецкий прорыв и маршал Жуков, первоначально направивший на перехват прорвавшихся немецких войск только два стрелковых корпуса. 4 апреля был нанесён немецкий контрудар навстречу прорывавшимся и с внешнего кольца окружения (основу ударной группировки составил переброшенный из Франции 2-й танковый корпус СС). Ценой тяжёлых потерь вражеская группировка пробилась вдоль левого берега Днестра к городу Бучач, где 7 апреля соединилась с войсками, наносившими контрудар из района окружения. Попытка советских войск преследовать противника и разбить ослабленные прорывом войска не увенчалась успехом: враг сумел навязать тяжёлое 10-дневное сражение в районе Бучача и остановить советское наступление. Тем не менее, за это время немецкая 1-я танковая армия потеряла около половины своего состава, большое количество артиллерии, танков, штурмовых орудий и тяжелого оружия. Кроме того, войска 1-го Украинского фронта захватили 121 орудие, 187 танков и штурмовых орудий, 61 самолет, 7483 автомашины. К тому времени гитлеровское командование перебросило на правобережную Украину войска (до 10 дивизий и ряд отдельных частей) из Франции, Германии, Румынии, Югославии; из Венгрии была спешно переброшена вся 1-я венгерская армия.
Также в начале апреля немецкое командование нанесло сильный удар по частям советской 1-й танковой армии южнее Станислава и немного потеснило её. Соединения 1-й ТА РККА, выйдя на подступы к Станиславу и в район Надворной, подверглись сильному контрудару противника и на отдельных направлениях начали отход. Туда была спешно переброшена 38-я армия генерал-полковника К. С. Москаленко, и после тяжёлых боёв к 17 апреля положение было восстановлено.
Отразив контрудары противника, войска фронта 17 апреля по приказу Ставки ВГК перешли к обороне на рубеже западнее Торчина, Броды, восточнее Бучача, Станислава, Надворной, далее вдоль границы с Чехословакией и Румынией. Для предотвращения прорыва противника маршал Г. К. Жуков привлёк основные силы 4-й танковой армии и 74-й стрелковый корпус (генерал-лейтенант Ф. Е. Шевердин) 38-й армии, 52-й стрелковый корпус (генерал-майор Ф. И. Перхорович) 18-й армии, а позже — ещё несколько дивизий из 1-й гвардейской, 18-й и 38-й армий. Однако стрелковые соединения, вступая в сражение после длительного марша в широких полосах, не смогли отразить удары немецких танковых дивизий, и после тяжёлых боев в течение 1 и 2 апреля вынуждены были начать отход.
Ситуация, в которой немецкий гарнизон Тернополя оказался в последний день марта, была безнадежной. Советские войска контролировали все высоты вокруг города. Фон Нейндорф попросил у Гитлера разрешения на прорыв. Ставка фюрера ответила через два часа «Гарнизон должен сопротивляться до подхода подкрепления», что означало приказ «Стоять насмерть».
1 апреля бои в северном секторе Тернополя возобновились. Участок украинских эсэсовцев, был быстро прорван. Спас немцев мощный удар с воздуха пикирующих бомбардировщиков Junkers Ju-87 Stuka из воздушного флота генерала Отто Десслоха. Эта передышка позволила фон Нейндорфу укрепить свои позиции на севере города. С 23 марта по 8 апреля немецкий гарнизон потерял 1487 военнослужащих, в том числе 16 офицеров. В послании 4-му штабу танковой армии Нейндорф сообщил, что он вряд ли сможет продержаться еще один день.
10 апреля стало известно, что танковый прорыв немцев назначен на следующий день. Тем, кто будет выносить раненых, был указан пароль: «нет солдат лучше, чем мы». Вермахт создал мощную бронетанковую группировку из 507 танков, включая 51 тяжёлый танк «Тигр» с 88-мм орудием и 24 танка «Пантера», а также 6 самоходок Hummel с 150 мм пушками. Немецкая мотопехота передвигалась на 100 полугусеничных бронетранспортерах.
На территории Козовского района Тернопольской области 14—16 апреля 1944 года состоялось танковое сражение, по плотности бронетехники сопоставимое со знаменитым Прохоровским сражением на Курской дуге. Танкисты 6-го гвардейского Киевско-Берлинского танкового корпуса остановили удар немецкой бронетехники. Вступившие в бой танки ИС-2 первыми же выстрелами сожгли 3 «Тигра» и 9 «Пантер».
В полосе 60-й армии более полумесяца велись боевые действия в целях уничтожения окружённой в Тернополе группировки немецких войск. Ещё 31 марта 15-й и 94-й стрелковые корпуса совместно с бригадами 4-го гвардейского танкового корпуса вышли на северные, восточные и южные окраины города, но дальше продвинуться не смогли. Только 14 апреля соединения и части армии, завершив тщательную подготовку, начали штурм Тернополя (который Гитлер объявил «крепостью», Feste Plätze). Через два дня главные силы гарнизона противника были уничтожены, а 17 апреля завершилась ликвидация его остатков в городе. Как свидетельствуют немецкие источники (с их точкой зрения в этом согласен и российский историк  Алексея Исаев), из Тернополя вырвались только 55 человек из 4600 (впрочем, весной 1944 года советское командование оценивало численность окруженной группировки как более значительную: около 12 000 человек в Тернополе и около 4 000 человек в Загробеле.
В тот же день по приказу Ставки ВГК войска 1-го Украинского фронта перешли к обороне на рубеже Торчин, западнее Берестечко, Броды, западнее Чорткова, устье реки Стрыпа, западнее Коломыи.

## Результаты операции
Проскуровско-Черновицкая операция войск 1-го Украинского фронта стала одной из самых крупных фронтовых операций советских войск. Она проводилась в условиях сильной весенней распутицы, разлива рек и ненастной погоды. 
Продвижение советских войск в западном и южном направлениях составило от 80 до 350 километров, была освобождена значительная часть Правобережной Украины: полностью вся Хмельницкая область, подавляющая часть Винницкой, Тернопольской и Черновицкой областей, частично — Ровенская и Ивано-Франковская области, 57 городов, в том числе три областных центра Украины — Винницу, Тернополь и Черновцы, 11 важных железнодорожных узлов и большое количество других населенных пунктов и 11 важнейших железнодорожных узлов. Средние темпы наступления составили до 8 километров в сутки. В ходе Проскуровско-Черновицкой операции советские войска освободили от врага территорию в 42 тыс. км². Они продвинулись от 80 до 300 км, с выходом на государственную границу с Чехословакией, лишили противника основных коммуникаций, нанесли поражение его 1-й и 4-й танковым армиям. Были разгромлены 22 дивизии, в том числе три танковые, одна моторизованная бригада, большое количество отдельных частей, потери которых достигли свыше 50 % численности людей и боевой техники. Чтобы закрыть образовавшуюся брешь и остановить наступление 1-го Украинского фронта, немецкому командованию потребовалось перебросить на усиление группы армий «Юг» («Северная Украина») до десяти дивизий, в том числе две танковые, и ряд отдельных частей из Западной Европы. Помимо этого, в предгорья Карпат была выдвинута венгерская 1-я армия. Это, наряду с упорным сопротивлением врага и трудными условиями местности, обусловило высокие безвозвратные потери фронта, которые составили около 45 тыс. человек.
В ходе операции немецкому командованию удалось спасти от полного уничтожения свою 1-ю танковую армию, но было нанесено тяжёлое поражение 1-й и 4-й немецким танковым армиям (22 дивизии и 1 бригада противника потеряли свыше 50 % своего состава и большую часть боевой техники). Выйдя к предгорьям Карпат и перерезав основные рокадные коммуникации противника, советские войска рассекли его стратегический фронт на две части: севернее и южнее Карпат. Были созданы условия для разгрома всего южного фланга немецких войск, последовавшего летом 1944 года.
Отличительной особенностью операции было применение обеими сторонами крупных танковых группировок. Со стороны противника в боевых действиях участвовали десять танковых и одна моторизованная дивизия, а с советской стороны впервые в ходе войны на одном операционном направлении массированно использовались сразу три танковые армии, а также два отдельных танковых корпуса. Это придало операции особую динамичность и маневренность. Именно действия танковых войск во многом определили высокие темпы наступления, привели к рассечению немецкой группы армий «Юг» и окружению ее 1-й танковой армии. Вместе с тем, уничтожить ее по ряду причин так и не удалось. Советское командование не смогло создать устойчивые к ударам врага внутренний и внешний фронты окружения. Выходившие на них соединения испытывали недостаток в людях и боевой технике. Они осуществляли переход к обороне на неподготовленной в инженерном отношении местности, при остром дефиците времени. Из-за бездорожья и распутицы артиллерия и тылы отстали. К тому же, из-за трудностей с базированием значительно снизилась эффективность действий авиации.
В целом боевые действия 1-го Украинского фронта характеризовались возросшим военным искусством командования и высоким наступательным порывом войск. И не случайно свыше 70 наиболее отличившихся в Проскуровско-Черновицкой операции соединений и частей были удостоены почетных наименований — «Проскуровские», «Винницкие», «Черновицкие», «Жмеринские», «Прикарпатские», «Чортковские».
По советским данным только с 4 по 31 марта 1944 в этой операции было истреблено 183 310 вражеских солдат и 24 950 немецких солдат было пленено.. За катастрофу своих войск в этой операции генерал-фельдмаршал Манштейн 1 апреля 1944 года был снят с должности Гитлером и до конца войны пребывал в резерве.
Потери советских войск оказались также высокими, особенно в людях (безвозвратные потери войск 1-го Украинского фронта составили около 45 тыс. человек) и в танках.
|  |  |  |  |  |  |

### Отличившиеся части и соединения
За героизм и мужество, проявленные при выполнении боевых задач, наиболее отличившиеся советские соединения и части были удостоены почетных наименований: «Проскуровские» (31), «Тарнопольские» (27),«Винницкие» (11), «Черновицкие» (16), «Староконстантиновские» (12), «Каменец-подольские» (12),«Кременецкие» (6), «Прикарпатские» (6), «Ямпольские» (5), «Шумские» (5), «Изяславские» (5), «Жмеринские» (4), «Остропольские» (3), «Чортковские» (2), «Залещицкая» (1),«Гусятинская» (1).
Соединения и части, наиболее отличившиеся в боях за освобождение города Дубно и Коломыя, представлены к  к награждению орденами
|  |  |  |  |  |

## Память

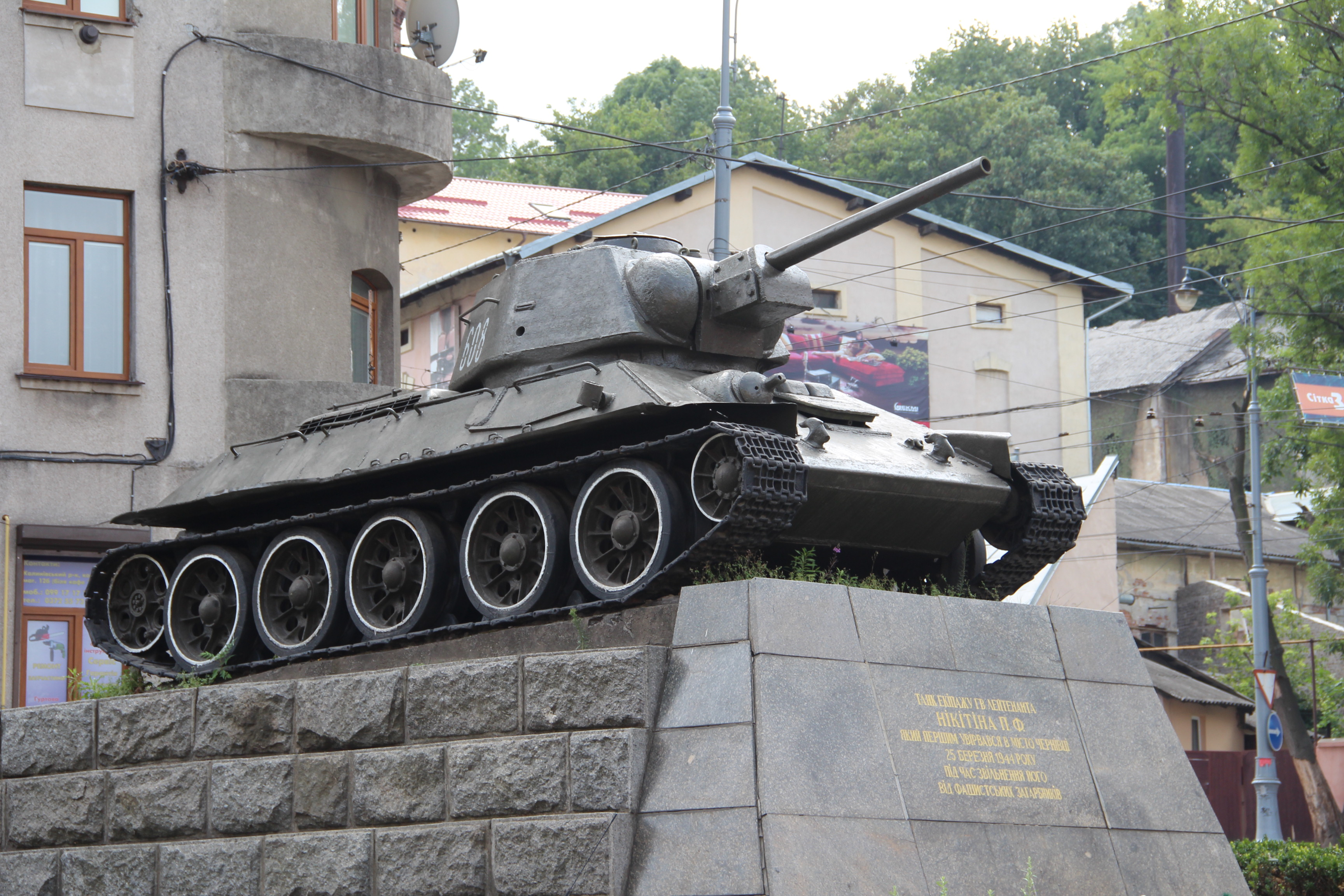
Танк Т-34 экипажа гвардии лейтенанта Павла Фёдоровича Никитина, Черновцы.
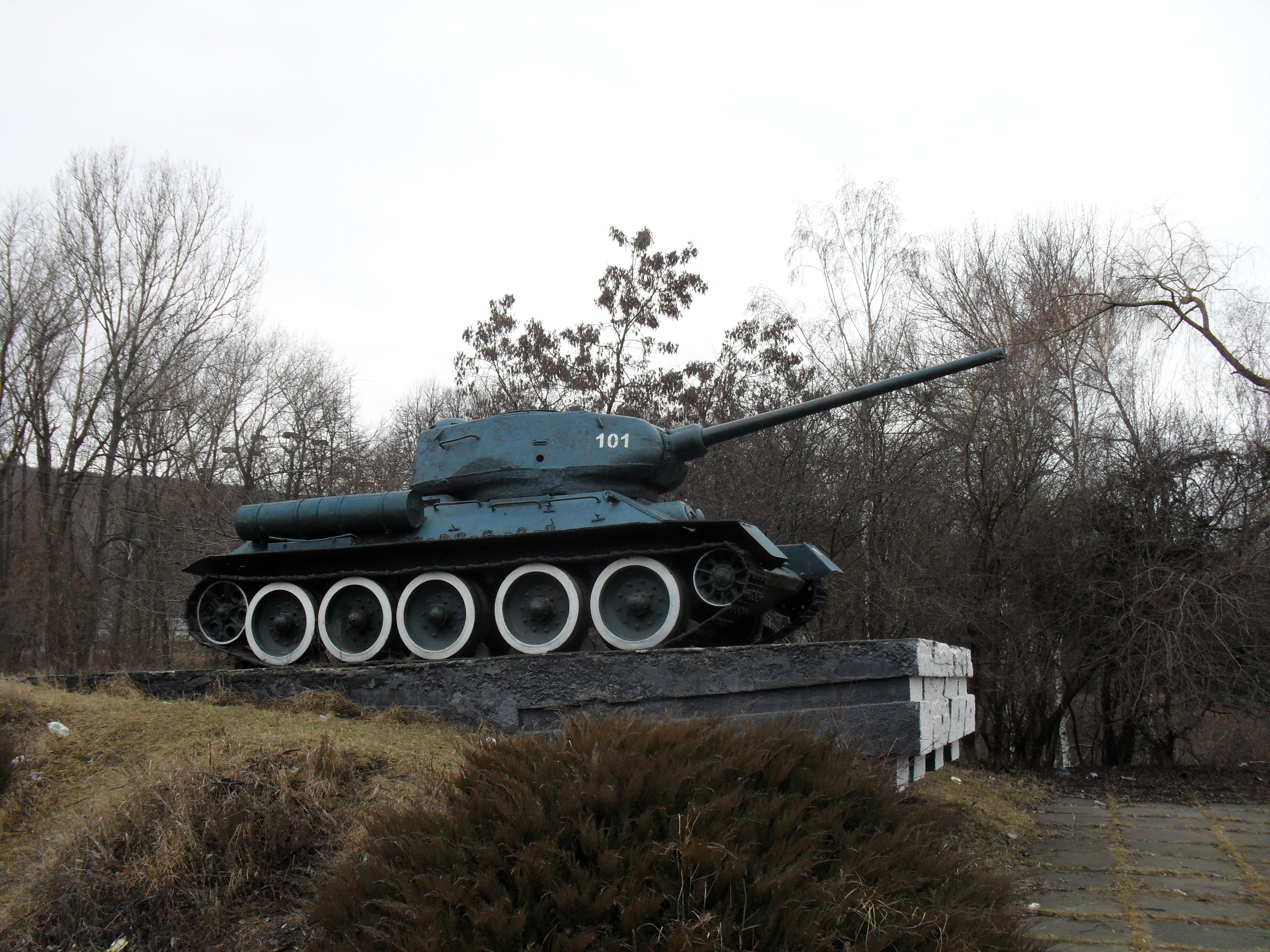
Памятник в городе Чортков.

- По просьбе рабочих железнодорожного узла и трикотажной фабрики города Черновцы Военный совет 1-й гвардейской танковой армии оставил, в память об освобождении города, танк Т-34 экипажа гвардии лейтенанта Павла Фёдоровича Никитина, который 25 марта 1944 года первым ворвался в Черновцы[17]. В 1946 году танк установили на пьедестал на улице Гагарина. 3 марта 2022 года танк был демонтирован вследствие начала российско-украинской войны[18]
- В 1975 году к годовщине освобождения города от немецких войск в городе Чортков был установлен памятник в виде танка на постаменте.
- Памятник воинам-освободителям в г. Хмельницкий. Памятник-танк Т-34-76 был установлен в 1967 году в честь воинских частей, освобождавших город в марте 1944 года.
- Памятник-танк Т-34 на мемориале в г. Каменец-Подольский установленный на братской могиле советских воинов и гражданских лиц. 9 мая 1947 года в сквере торжественно открыли памятник уральским танкистам, которые освобождали Каменец-Подольский .